# Leo Burnett
Leo Burnett (St. John's, 21 ottobre 1891 – 7 giugno 1971) è stato un pubblicitario statunitense, fondatore dell'agenzia pubblicitaria omonima, tra le più importanti del mondo. La rivista Time l'ha definito uno dei cento uomini più influenti del ventesimo secolo.

## Biografia
Nel 1914 si laureò presso l'Università del Michigan e cominciò a lavorare nel mondo della pubblicità nel 1917, quando venne assunto come copywriter dall'agenzia interna della Cadillac di Detroit, sotto la direzione di Theodore F. MacManus. Nel 1919, insieme ad un altro gruppo di pubblicitari, abbandonò la Cadillac per costituire la LaFayette Motors Corporation a Indianapolis, dove venne nominato manager pubblicitario della nuova azienda. Quando questa decise di spostare la propria sede a Racine (Wisconsin), Burnet rimase in Indiana presso l'agenzia Homer McKee Company dove si specializzò nella pubblicità per automobili, gestendo le campagne pubblicitarie per la Marmon Motor Car Company,per la Stutz Motor Company e per la Peerless Motor Company. A partire dal 1930, lavorò alla Erwin, Wasey & Co. di Chicago, in qualità di Chief Copy Editor.
Burnett maturò in quegli anni la decisione di fondare una propria agenzia, nonostante gli Stati Uniti stessero vivendo i problemi economici della Grande depressione.
Abbandonata la Erwin, Wasey & Co., il 5 agosto 1935 inaugurò la sua agenzia al Palmer House Hotel di Chicago.
Come segno di benvenuto per i clienti fece collocare, al centro della reception, una grande mela rossa. Il primo logo dell'agenzia fu una mano, idealmente tesa a raggiungere le stelle. I primi clienti della Leo Burnett Company furono la Hoover Company, la Minnesota Valley Canning Company e la Realsilk Hosiery Mills. 
Ammesso alla Copywriter Hall of Fame nel 1961, Leo Burnett morì dieci anni dopo, nel 1971, all'età di 79 anni.
La sua agenzia, tuttora attiva e presente in molti Paesi, ha creato nel corso dei decenni numerose campagne per clienti importanti: da Kellogg's a Nestlé, fino a Marlboro.